# Teoria das necessidades adquiridas

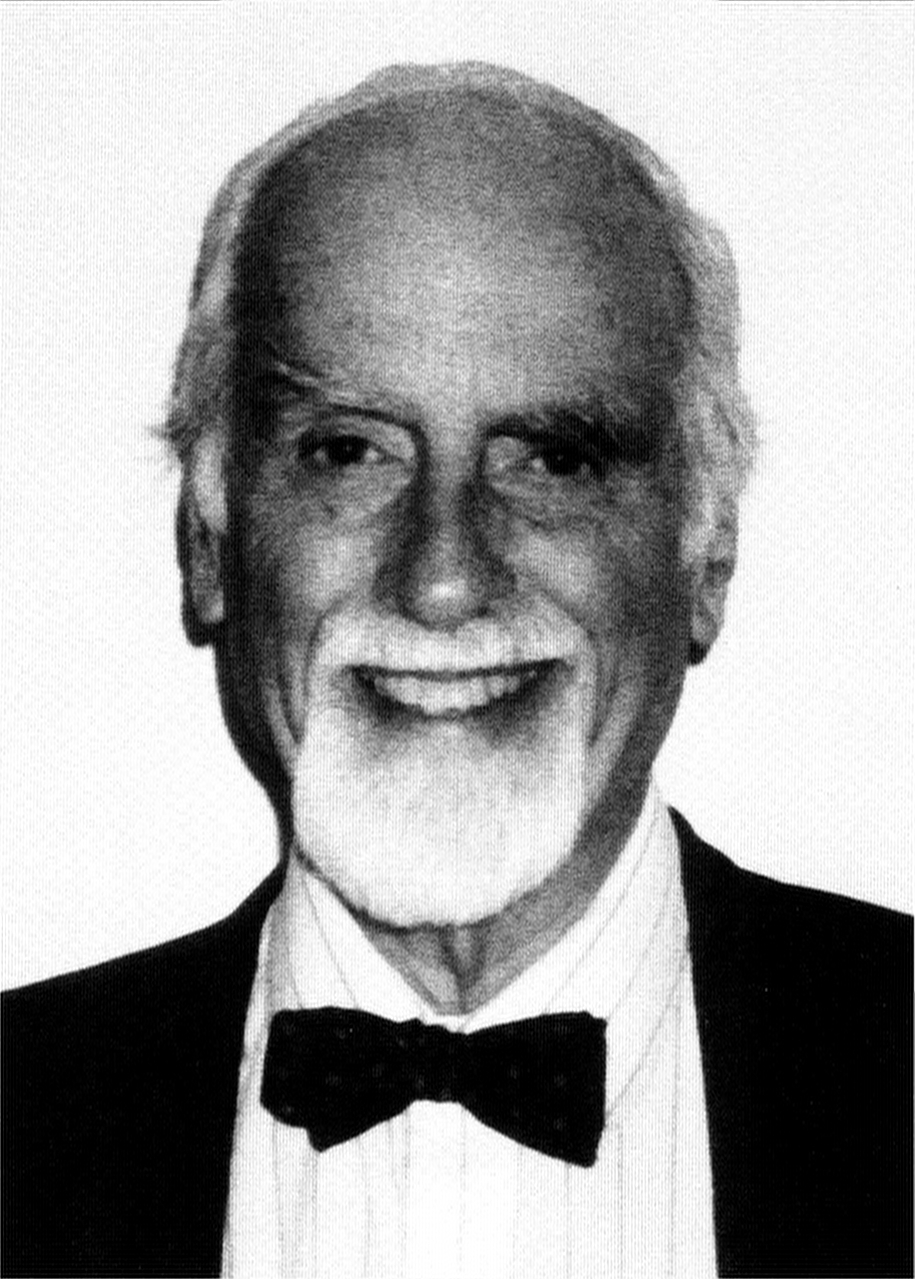
David McClelland, psicólogo norte-americano que idealizou a teoria das necessidades adquiridas

A Teoria das necessidades adquiridas afirma que a realização, o poder e a afiliação são três necessidades importantes para explicar a motivação de uma sociedade, definida pela forte influência que as histórias de uma nação têm em seu desenvolvimento econômico. Esta teoria foi idealizada por David McClelland na década de 1960 em seu livro The achieving society (A sociedade competitiva, em Português).

## David McClelland
David Clarence McClelland (1917-1998) foi um psicólogo norte-americano, conhecido por seu trabalho sobre motivação. Ele publicou um número considerável de trabalhos entre 1950 e 1990 e, desenvolveu um novo sistema de pontuação para o Thematic Apperception Test (TAT). O seu maior estudo é referido como “Teoria das Necessidades Adquiridas” ou “Fator N Realização”.
McClelland ficou em 15º lugar no ranking da Review of General Psychology (2002) como psicólogo mais citado do século XX.
Nasceu em Nova York em 20 de maio de 1917. Recebeu seu diploma de bacharel em artes em 1938 pela Wesleyan University, obteve seu mestrado na Universidade de Missouri e ganhou seu PhD pela Universidade de Yale.
Lecionou no Connecticut College e depois na Wesleyan University, antes de ingressar na faculdade da Harvard University em 1956. O psicólogo ficou em Harvard por três décadas e atuou como presidente do Departamento de Relações Sociais. Em 1987, McClelland mudou-se para a Universidade de Boston, onde recebeu o Prêmio da Associação Americana de Psicologia por Contribuições Científicas Distintas.

## Conceito
McClelland desenvolveu essa teoria ao perceber que havia uma forte relação entre as histórias populares e folclóricas de uma nação e seu desenvolvimento econômico, tendo em vista duas vertentes: sociedades cujas histórias eram positivas, ou seja, que narravam eventos bem-sucedidos, geralmente prosperavam e se desenvolviam, e inversamente, aquelas com histórico negativo, fracassos ou dificuldades, demonstravam um desempenho econômico ruim.
A hipótese que deu origem a esse estudo foi que a motivação de um povo para realizar feitos ou proezas seria responsável, de forma parcial, pelo crescimento econômico e, essa motivação estaria expressa nas histórias anônimas (folclóricas) narradas por seus habitantes.
Com isso, originou-se a teoria das necessidades adquiridas, composta por três fatores presentes na sociedade. A teoria iniciou-se com o fator n Realização e, a partir deste, McClelland percebeu que havia também outros dois fatores importantes: n Poder e n Afiliação. Através de estudos, o autor chegou a conclusão de que os fatores apontados podem ser medidos e avaliados até mesmo em grupos menores ou indivíduos.
É de extrema importância considerar o grau de cada uma dessas necessidades que um indivíduo possui, a fim de que, ele se mantenha constantemente motivado. Cada indivíduo possui necessidades específicas e cabe a gestão de pessoas reconhecê-las, pois, somente desta forma, ele se sentirá mais satisfeito para desempenhar seu papel nas organizações.

## Necessidade de realização
A necessidade de realização (do inglês, n-Ach – Need for achivement) representa um interesse recorrente em fazer as coisas da melhor forma, ultrapassando os padrões de excelência. McClelland considera que as pessoas possuem a necessidade de realização como motivadora, focando no crescimento pessoal e preferencialmente sozinhas. Um aspecto importante é que as pessoas que têm essa necessidade evitam tarefas que vêem como muito fáceis ou muito difíceis. Além disso, buscam superar obstáculos e precisam sentir que o fracasso ou sucesso dependeu apenas de suas próprias ações. Isto significa dizer que gostam de desafios com dificuldade intermediária.

## Necessidade de poder
A necessidade de poder (do inglês, nPow – Need for power) vem do desejo de ter impacto, de ser forte e influenciar as pessoas, derivando da necessidade de fazer os outros se comportarem de uma maneira que não fariam naturalmente. As pessoas que têm esta necessidade em alta, gostam de estar no comando e buscam a influência sobre os outros, preferindo estar em situações competitivas e de status e tendem a se preocupar mais com o prestígio e a influência do que propriamente com o desempenho eficaz e sentem-se atraídos por riscos elevados.

## Necessidade de afiliação
A necessidade de afiliação (do inglês, n-Affil – Need for affiliation), geralmente, encontra-se em pessoas que preferem utilizar seu tempo criando e mantendo relações sociais, que gostam de fazer parte de grupos e têm o desejo de se sentirem amadas e aceitas. As pessoas deste grupo tendem a aderir às normas da cultura em seu local de trabalho e normalmente não mudam essas normas pelo medo de rejeição. Pessoas com esse tipo de necessidade favorecem a colaboração em detrimento da concorrência e normalmente não buscam situações com alto risco ou alta incerteza, além de funcionarem bem nas áreas baseadas em interações sociais, como atendimento ao cliente ou posições de interação com o cliente.

## Outros estudos

### Empreendedorismo
McClelland realizou a pesquisa na década de 1960 com 200 empreendedores, em 3 continentes, por um período de 2 anos. O objetivo era mapear o que esses empreendedores tinham ou faziam de diferente em seus negócios e identificar um conjunto de características que compõem o perfil ideal para se empreender.
Sabendo disso a ONU, contratou uma empresa de consultoria americana para formatar uma metodologia para ensinar esses 30 comportamentos empreendedores para empresários ou potenciais empreendedores em todo o mundo. E em 1983, a ONU e SEBRAE assinaram um acordo de exclusividade para ensinar essa metodologia no Brasil (da teoria a prática, com dinâmicas em grupo e jogos empresariais), chamada de Empretec.

### Gestão por competências
Gestão por competências é um sistema da área de gestão de recursos humanos desenvolvido no sentido de identificar e gerir perfis profissionais que proporcionem um maior retorno a um negócio, identificando os pontos de excelência e as oportunidades de melhoria, suprindo lacunas e agregando conhecimento. Um modelo de gestão de competência sempre terá um viés conceitual e deverá ser de difícil mensuração, mas na medida em que o processo de identificação dos perfis for avançando, melhor será conduzir o gerenciamento.
A definição de competência é baseada no CHA, que são os (C) conhecimentos, (H) habilidades, competências técnicas, e as (A) atitudes e competências comportamentais que uma pessoa possui. O conhecimento tem relação com a formação acadêmica, se trata do conhecimento teórico. A habilidade está ligada ao prático, a vivência e ao domínio do conhecimento. Já a atitude representa as emoções, os valores e sentimentos das pessoas, isto é, o comportamento humano.